# Хидроксизин
Хидроксизинът е антихистаминов лекарствен препарат, използван поради своя седативен ефект за симптоматичното лечение на тревожност, психомоторна възбуда, сърбеж и други.

## Описание
Блокира H1 рецепторите, с които се свързва хистаминът, отговорен за алергичните реакции. Отпуска и разширява бронхите, влияе на стомашната секреция и потиска гаденето. Намалява сърбежа при страдащи от уртикария, дерматит, екземи и други.
При перорален прием седативният ефект се усеща след около 30 минути, а блокирането на H1 рецепторите настъпва приблизително след час.

## История
Хидроксизинът е разрешен за употреба през 1955 г.